# Santa Maria in Monserrato degli Spagnoli (titolo cardinalizio)
Santa Maria in Monserrato degli Spagnoli (in latino Titulus Sanctae Mariae Hispanorum in Monte Serrato) è un titolo cardinalizio istituito da papa Giovanni Paolo II il 21 ottobre 2003. Il titolo insiste sulla chiesa di Santa Maria in Monserrato degli Spagnoli.
Dal 30 settembre 2023 il titolo è assegnato al cardinale spagnolo José Cobo Cano, arcivescovo metropolita di Madrid.

## Titolari
- Carlos Amigo Vallejo, O.F.M. (21 ottobre 2003 - 27 aprile 2022 deceduto)
- José Cobo Cano, dal 30 settembre 2023